# ラテン・アメリカの旅
『ラテン・アメリカの旅』（原題：Saludos Amigos）は、ディズニー製作の長編映画。2年後公開の『三人の騎士』は本作の続編にあたる。
ブラジルで1942年8月24日に先行公開し、アメリカ合衆国では1943年2月6日に公開された。日本での公開は1957年3月20日。
（世界各国の公開年については、シンプル英文版「Saludos Amigos」も参照）

## 概要
ディズニーのスタッフが南米に渡り、その風俗をスケッチする実写パートと、そのスケッチから生まれる4つのアニメパートからなる。『ブラジルの水彩画』以外は題名クレジットがない。
第16回（1943年度）アカデミー賞の歌曲賞(主題歌の「サリュードス・アミーゴ（Saludos Amigos）」)、作曲賞（ミュージカル部門）、音響賞に3部門にノミネートされた。またウォルト・ディズニー・アニメーション・スタジオの長編映画が日本で3月に公開されたのは1955年公開の「ピーター・パン」以来2年ぶりとなる。

### ドナルドのアンデス旅行
ボリビアとペルーにまたがるチチカカ湖に飛んだスタッフのスケッチから生まれたアニメーション。ドナルドダックがチチカカ湖周辺を旅し、葦の船バルサ、気取り屋のラマといったインカの末裔達の風俗に触れる。アメリカでは後の1955年2月18日、ドナルドダックの短編映画シリーズの一つとして再公開された。現在も単独作品として扱われる事がある。

### 小さな郵便飛行機ペドロ
アンデスを超えチリへと飛んだスタッフのスケッチから生まれたアニメーション。郵便飛行機の子供ペドロが、初めてアンデスを越えて郵便を運ぼうとするが、調子に乗ったペドロは魔の山アコンカグアに近づいてしまう。

### グーフィーのガウチョ
アルゼンチンのブエノスアイレスに飛んだスタッフのスケッチから生まれたアニメーション。テキサス州のカウボーイ、グーフィーが南米に飛ばされ、南米版カウボーイであるガウチョに変身する。グーフィーの短編映画シリーズの一つとして単独で扱われる事もある。

### ブラジルの水彩画（Aquarela do Brasil）
ブラジルに飛んだスタッフのスケッチから生まれたアニメーション。アニメの筆が次々にブラジルの自然や風俗を描いていき、そのスケッチからホセ・キャリオカが誕生、ドナルドをサンバの夕べへ誘う。アリー・バロッソ（Ary Barroso）作曲の「ブラジルの水彩画」と、ゼキーニャ・ジ・アブレウ（Zequinha de Abreu）作曲の「ティコ・ティコ」（Tico-Tico no Fubá）が使用されている。

## キャスト
| 役名                             | 声の出演             | 日本語吹き替え |
| -------------------------------- | -------------------- | -------------- |
| ドナルドダック                   | クラレンス・ナッシュ | 山寺宏一       |
| グーフィー                       | ピント・コルヴィッグ | 島香裕         |
| ホセ・キャリオカ                 | ジョゼ・オリヴェイラ | 中尾隆聖       |
| ナレーター                       | フレッド・シールズ   | 有本欽隆       |
| グーフィー・シリーズのナレーター | フレッド・シールズ   | 大平透         |

## スタッフ
| 役職                 | 人物                                 | 担当話                                                                                                 |
| -------------------- | ------------------------------------ | --- |
| 製作                 | ウォルト・ディズニー                 | 「ドナルドのアンデス旅行」、「小さな郵便飛行機ペドロ」、「グーフィーのガウチョ」、「ブラジルの水彩画」 |
| 脚本                 | ロイ・ウィリアムズ                   | 「ドナルドのアンデス旅行」                                                                             |
| 脚本                 | ホーマー・ブライトマン               | 「ドナルドのアンデス旅行」                                                                             |
| 脚本                 | ジョー・グラント                     | 「小さな郵便飛行機ペドロ」                                                                             |
| 脚本                 | ディック・ヒューマー                 | 「小さな郵便飛行機ペドロ」                                                                             |
| 脚本                 | ラルフ・ライト                       | 「グーフィーのガウチョ」                                                                               |
| 脚本                 | ハリー・リーブス                     | 「ブラジルの水彩画」                                                                                   |
| 脚本監修             | ウエッブ・スミス                     | 「グーフィーのガウチョ」                                                                               |
| 脚本監修             | ウィリアム・コトレル                 | 「ブラジルの水彩画」                                                                                   |
| 脚本監修             | テッド・シアーズ                     | 「ブラジルの水彩画」                                                                                   |
| キャラクターデザイン | ジェームズ・ボドレロ                 | |
| キャラクターデザイン | ジョン・P・ミラー                    | |
| 作画監督             | ミルト・カール                       | 「ドナルドのアンデス旅行」                                                                             |
| 作画監督             | ハミルトン・ラスク                   | 「小さな郵便飛行機ペドロ」                                                                             |
| 作画監督             | ウォード・キンボール                 | 「小さな郵便飛行機ペドロ」                                                                             |
| 作画監督             | ウォルフガング・ライザーマン         | 「グーフィーのガウチョ」                                                                               |
| 作画監督             | レス・クラーク                       | 「ブラジルの水彩画」                                                                                   |
| レイアウト           | ヒュー・ヘネシー                     | 「ドナルドのアンデス旅行」                                                                             |
| レイアウト           | マクラーレン・スチュワート           | 「ブラジルの水彩画」                                                                                   |
| 原画                 | ミルト・ネイル                       | 「ドナルドのアンデス旅行」、「ブラジルの水彩画」                                                       |
| 原画                 | ビル・ジャスティス                   | 「ドナルドのアンデス旅行」                                                                             |
| 原画                 | フレッド・ムーア                     | 「小さな郵便飛行機ペドロ」、「ブラジルの水彩画」                                                       |
| 原画                 | ビル・ティトラ                       | 「小さな郵便飛行機ペドロ」、「ブラジルの水彩画」                                                       |
| 原画                 | アンディー・イングマン               | 「グーフィーのガウチョ」                                                                               |
| 原画                 | ヒュー・フレイザー                   | 「グーフィーのガウチョ」                                                                               |
| 原画                 | ダン・マクマナス                     | 「グーフィーのガウチョ」                                                                               |
| 原画                 | ジョシュア・ミードア                 | 「グーフィーのガウチョ」                                                                               |
| 原画                 | ジョン・シブレイ                     | 「グーフィーのガウチョ」                                                                               |
| 原画                 | ポール・アレン                       | 「ブラジルの水彩画」                                                                                   |
| エフェクト原画       | ジョシュア・メダー                   | 「ドナルドのアンデス旅行」、「ブラジルの水彩画」                                                       |
| エフェクト原画       | ジョン・マクマナス                   | 「ブラジルの水彩画」                                                                                   |
| エフェクト原画       | アート・パーマー                     | 「ブラジルの水彩画」                                                                                   |
| 美術監督             | ハーバート ・ ライマン               | 「ドナルドのアンデス旅行」                                                                             |
| 美術監督             | ケン・アンダーソン                   | 「小さな郵便飛行機ペドロ」                                                                             |
| 美術監督             | ハーバート・ロマン                   | 「ブラジルの水彩画」                                                                                   |
| 背景                 | ディック・アンソニー                 | 「ドナルドのアンデス旅行」                                                                             |
| 背景                 | アート・ライリー                     | 「ドナルドのアンデス旅行」                                                                             |
| 背景                 | クロード・コーツ                     | 「ブラジルの水彩画」                                                                                   |
| 色彩設計             | メアリー・ブレア                     | 「ドナルドのアンデス旅行」                                                                             |
| 色彩設計             | リー・ブレア                         | 「グーフィーのガウチョ」                                                                               |
| 助監督               | ラリー・ランズバーグ                 | 「小さな郵便飛行機ペドロ」                                                                             |
| 監督                 | ビル・ロバーツ                       | 「ドナルドのアンデス旅行」                                                                             |
| 監督                 | ハミルトン・ラスク                   | 「小さな郵便飛行機ペドロ」                                                                             |
| 監督                 | ジャック・キニー                     | 「グーフィーのガウチョ」                                                                               |
| 監督                 | ウィルフレッド・ジャクソン           | 「ブラジルの水彩画」                                                                                   |
| 総監督               | ノーム・ファーガソン                 | |
| 制作                 | ウォルト・ディズニー・プロダクション | |

- 外国語監修：ジャック・カッティング
- 音楽：エド・プランブ、ポール・スミス
- 背景：アル・ジンネン、アル・ デンプスター、アート・リレイ、イエール・グレイシー、マール・コックス
- 音響監督：C・O・スライフィールド
- 協力：ギルベルト・ソウト、アルベルト・ソリア、エドマンド・サントス
- ミュージカル監督：チャールズ・ウォルコット

## 販売・放送
日本では長年、VHS・DVD化はされておらず「グーフィーのガウチョ」、「ドナルドのアンデス旅行」のみ単独作品として販売されていたが、2010年にDVD「シリーシンフォニー 名作アニメシリーズ VOL.7」にて、国内で一本の映画として初収録されるようになり視聴が可能になった（ただしオフィスワイケー社発売のパブリックドメインDVDのため、日本語吹替版ではディズニー正規の声優は使っていない）。また、過去にCSのディズニー・チャンネルで放送されたことがある（2006年放送）。